# François Steinmetz
Pour les articles homonymes, voir Steinmetz.
François Steinmetz, né le 10 janvier 1868 à Morschwiller (Bas-Rhin) et mort le 29 mars 1952 à Ouidah (actuel Bénin), est un prêtre catholique et missionnaire français qui fut évêque titulaire d'Hadriani ad Olympum (de) (1906-1920) et vicaire apostolique  (1921-1935) au Dahomey.

## Distinctions

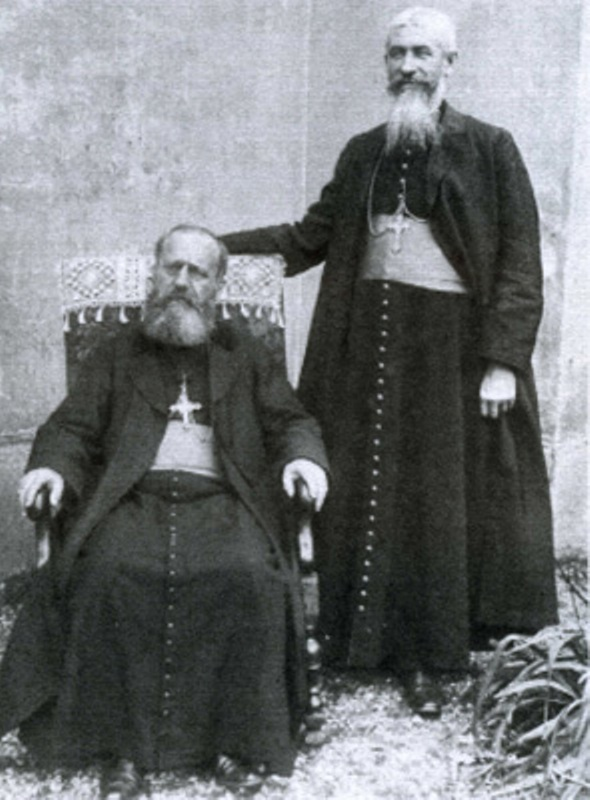
François Steinmetz.

- Officier de la Légion d'honneur (23 octobre 1942)[2]